# 尹炳世
尹 炳世（ユン・ビョンセ、韓国語: 윤병세、1954年8月3日 - ）は、韓国の外交官、政治家。外交部長官（第37代）を務めた。

## 来歴
- ソウル大学校法学部卒業
- ソウル大学校大学院修了
- ジョンズ・ホプキンス大学大学院修了
- 1976年 - 外交官試験合格
- 1977年 - 韓国外交部勤務
- 1984年 - 在シドニー総領事館領事
- 1994年 - 韓国外交部北米1課長
- 1995年 - 在シンガポール大使館公使参事官
- 1999年 - 韓国外交部北米局審議官
- 2000年 - 在ジュネーブ代表部公使
- 2002年 - 在アメリカ大使館公使
- 2004年 - 韓国国家安全保障会議事務局政策調整室長（盧武鉉政権）
- 2006年 - 外交通商部次官補（盧武鉉政権）
- 2006年 - 大統領秘書統一外交安保政策首席秘書官（盧武鉉政権）
- 2009年 - 西江大学校国際大学院客員教授
- 2013年 - 外交部長官（～2017年）（朴槿恵政権）

## 外交政策

### 対日政策
- 2013年4月22日、安倍晋三首相が靖国神社に供物を奉納するなどしたことを受け、日本訪問を中止。対日強硬派である[1]。
- 2014年1月、慰安婦だと主張する韓国人女性が生活するナヌムの家を韓国外相として初めて訪問[2]。
- 「正しい歴史認識が具体的な行動で示されることが必要だ」「日本の方々がさらに努力してほしい」と述べ、日韓の歴史問題で日本政府が行動することを要求した[3]。
- 中央日報は、尹の対日強硬一辺倒の外交姿勢を「偏食外交」と呼び、外相就任後に1度も駐韓日本大使に会っておらず、訪韓した外務事務次官である斎木昭隆に会っても無礼な行為を行う尹を「強硬姿勢では大統領よりも上を行く」と批判している[4]。
- 「朴槿恵大統領の忠実なしもべ」とされている[5]。
- 2015年12月28日、日本の岸田文雄外相と、慰安婦問題で「最終的かつ不可逆的に解決」として慰安婦問題日韓合意を結んだ[6]。

## 備考
- 2017年2月16日（現地時間）、20カ国・地域（G20）外相会合に参加の際、AP通信が尹炳世の出ている写真を誤って岸田文雄外相と間違えて掲載される事件が起きている[7]。